# You Wish!
You Wish! (no Brasil: A Moedinha da Sorte) é um filme original do Disney Channel, baseado no romance francês de Jackie Koller. O filme foi dirigido por Paul Hoen, e estrelado por A.J. Trauth, Spencer Breslin e Lalaine. Estreou no canal em 10 de janeiro de 2003. 

## Enredo
Alex Lansing (A.J. Trauth) sempre se mete em apuros por causa de seu irmão menor Stevie (Spencer Breslin). Um dia, Stevie é dada uma moeda supostamente mágica que desejam para fazer uma boa ação, ele então dá para Alex, dizendo-lhe para usá-lo em seu lugar. Depois ele fica em apuros Alex, Alex usa a desejar que ele já não tinha um irmão mais novo, para seu horror, ele vem verdadeiro.
A mudança foi um choque para o Alex. Ele acordou em um ambiente totalmente diferente do dia seguinte ele fez a vontade. Para sua surpresa, ele descobre que ele é filho único e Stevie se tornou Terrence Russell McCormack, uma jovem estrela televisiva de sucesso em um programa ironicamente chamado "Where's Stevie". Depois de Alex desejo se torne realidade, ele inicialmente gosta da vida que ele é apresentado com. Sem Stevie, ele acha que ele é o garoto mais popular da escola, e que ele é uma estrela do futebol datar a líder de torcida.
Apesar de tudo é aparentemente perfeito nesta vida, ele logo percebe que ele teria um pouco sua antiga vida de volta. Ele descobre que seus dois melhores amigos, James e Abby (Lalaine), não são amigos com ele e, na verdade, carregam um forte ódio por ele. Sua namorada e seus companheiros de futebol não são o tipo de pessoas que ele sair com ele, e seu irmão, Stevie, que agora é Terrence, é aprisionado em uma vida difícil e solitário como uma estrela infantil. Mesmo o proprietário da loja da loja da moeda ele frequentemente visitados em sua vida anterior havia dado o seu negócio por causa de um acidente no shopping, que seu irmão teria evitado, se tivesse existido.
Nos esforços para recuperar sua antiga vida, ele consegue esgueirar-se para o conjunto de mostrar Terrence's (Stevie's) para conversar com a pessoa que ele conhecia como seu irmão. Ele diz Terrence da sua vida passada, onde eles são irmãos, e como qualquer outra pessoa ouvir a notícia, Alex jogou fora.
Suas chances de mudar a realidade alternativa eram pequenas, até Terrence muda sua mente em falar com Alex. A ideia deles irmãos, sendo ainda parece absurdo, mas Terrence preferiria sair com o Alex porque ele é tão solitário. Vendo Alex andando na rua mais tarde, Terrence recebe o seu motorista para deixá-lo caminhar com ele. As duas escapar de seu motorista, e ambos decidem encontrar a moeda mágica que permitiu o seu desejo de se tornar realidade. Alex conseguiu convencer Terrence Abby e também que seu desejo se tornou realidade e ele entrou em uma dimensão alternativa.
Os três deles procurar o proprietário da loja que havia dado a Stevie moeda mágica em questão. Mesmo com a ajuda de Terrence e Abby, ele não consegue encontrar a moeda e, finalmente, se sente deprimido. Porque o dono da loja tinha fechado a loja, ele vendeu sua coleção de moedas e não tinha mais. Eles deixam decepcionados e os três vão voltar para as suas vidas na realidade alternativa.
Quando eles retornam, Terrence e Alex são presos pela polícia, e devem retornar a jovem estrela de volta para sua vida. Na casa de Alex, Terrence fala para sua mãe no telefone e diz a ela que tinha sido o melhor dia de sua vida. Muito para seu espanto, ele descobre que sua mãe tinha acabado de se casar novamente. Terrence Quando finalmente sai, ele divide um abraço fraternal com Alex e ambos sabem que explora o dia são mais.
No dia seguinte, Alex está deprimido e até mesmo dom de seu pai de moedas antigas não podem trazer seus espíritos. Ele joga a caixa de moeda através do quarto e vislumbres para baixo para encontrar a moeda mágica que ele estava procurando. "Isso é que é!", Ele grita, que alerta os pais para freak para fora e pedir que ele abra a porta. No meio de todos os gritos de seus pais, ele inverte o seu desejo de bom grado primeira volta e retorna à sua vida.
Grato por estar de volta, ele corre e abraça Stevie, dizendo-lhe como ele está feliz de tê-lo em sua vida. Então, ele continua a pedir a Abby. O final mostra seus amigos e familiares em curso para panquecas, e tudo é bom no mundo de Alex.

## Elenco
- A.J. Trauth é Alex Lansing
- Spencer Breslin é Stevie Lansing / Terrence Russell McCormack
- Lalaine é Abby Ramirez
- Tim Reid é Larry
- Peter Feeney é Dave Lansing
- Joshua Leys é Gary
- Sally Stockwell é Pam Lansing
- Ari Boyland é James Cooper
- Emma Lahana é Fiona
- Jay Ryan é Charles
- Jodie Rimmer é Zoe
- Stephen Butterworth é Ronald

## Trilha Sonora
Músicas que tocam durante o filme:
- "You Wish!" - Lalaine
- "Now And Again" - Mavin (as Badge)
- "A Thousand Miles" - Vanessa Carlton
- "Life is Good" - Junk.
- "World of Our Own" - Westlife